# Hiraku Uchuu Poketto
'''Hiraku uchuu poketto''' (ヒラく宇宙ポケット), (Bolsillo de polvo estelar), es el sexto disco de la cantante japonesa; KOTOKO.
Se trata del último disco que la cantante produjo junto con I've Sound, pues, justo después de terminar la grabación, un mes antes de la publicación del álbum, la cantante había anunciado que había decidido abandonar la banda.
Por otro lado, es el primer disco que la vocalista publicó con Warner Home Video, la que sería su discográfica a partir de entonces.
Al contrario que casi todos sus trabajos anteriores, este disco está totalmente compuesto por canciones originales, por lo tanto, los últimos singles que la cantante había grabado con Geneon, su antiguo sello discográfico, no figuran dentro de la lista de canciones.
Para este álbum, KOTOKO, aparte de sus antiguos colaboradores de I've Sound, se rodeó de varios colaboradores nuevos, como por ejemplo, KZ (miembro de Livetune), Hanasoumen, o DECO*27, productores conocidos en la escena Synthpop japonesa por haber producido y colaborado en la composición de canciones para Vocaloids como Miku Hatsune o Supercell entre otros. Como resultado, se trata de un disco muy electrónico, mucho más innovador que sus trabajos anteriores, aunque con una mayor variedad de géneros dentro de la electrónica.
Este disco, fue publicado el día 5 de octubre del año 2011, en una edición limitada de CD y DVD, y posteriormente, en una edición regular solamente de CD. El DVD de la edición limitada contenía el videoclip y el making de "TR∀NSFoRM", la canción que fue usada como tema promocional del álbum.
Respecto a las ventas conseguidas, este disco no tuvo tanta aceptación como los discos anteriores, aunque su recepción aun así fue bastante buena, pues entró en el puesto vigésimo primero del Oricon, vendiendo cerca de 10 000 copias.

## Canciones
Todas las letras escritas por Kotoko.
| N.º | Título                                    | Música                 | Arreglos                         | Duración |  |
| 1.  | «TR∀NSFoRM»                               | Takase Kazuya          | Takase Kazuya                    | 4:38     |  |
| 2.  | «☆-Mirai-Ressha-☆ (☆-未来-列車-☆?)»       | kz                     | kz                               | 4:36     |  |
| 3.  | «Metal Link (メーテルリンク?)»            | DECO*27                | DECO*27                          | 3:06     |  |
| 4.  | «Love Letter (ラブレター?)»               | Nakazawa Tomoyuki      | Nakazawa Tomoyuki, Ozaki Takeshi | 4:21     |  |
| 5.  | «Aoi Jeep de (青いジープで?)»             | Ozaki Takeshi          | Nakazawa Tomoyuki, Ozaki Takeshi | 3:43     |  |
| 6.  | «mirror garden»                           | Kotoko                 | Masayoshi Minoshima              | 5:08     |  |
| 7.  | «Command+S»                               | Hiroyuki ODA Pres. HSP | Hiroyuki ODA Pres. HSP           | 8:34     |  |
| 8.  | «X-kai-»                                  | Ozaki Takeshi          | Nakazawa Tomoyuki, Ozaki Takeshi | 4:32     |  |
| 9.  | «Sa.yo.na...ra (サ・ヨ・ナ・・・ラ?)»     | Iuchi Maiko            | 夏目晋                           | 4:57     |  |
| 10. | «beat»                                    | Kotoko, Ozaki Takeshi  | Ozaki Takeshi, Nakazawa Tomoyuki | 3:39     |  |
| 11. | «Kikoeru (聞こえる?)»                     | Kotoko                 | C.G mix                          | 5:29     |  |
| 12. | «Hirake! Sora no Oto (開け！ソラノオト?)» | Saito Shinya           | Saito Shinya                     | 4:32     |  |
| 13. | «Chikyuu -TERRA- (地球-TERRA-?)»          | Iuchi Maiko            | Iuchi Maiko                      | 4:54     |  |

- Datos: Q5768979